# Brenda Weiler
Brenda Weiler (estado de Dakota del Norte) es una cantautora estadounidense.
Su álbum debut Tricle down salió al mercado en 1997 bajo la empresa discográfica Barking Dog Records, al igual que su siguiente disco Crazy happy (de 1999).
Al trasladarse a las Ciudades Gemelas, se afilió con Peppermint, un grupo de distribución artística independiente, para su tercer álbum, Fly me back (en 2000).
El siguiente año grabó el álbum Live (en 2001).
Una vez en la ciudad de Portland, Weiler consiguió su primer disco a nivel nacional en los Estados Unidos, llamado Cold weather con la empresa discográfica Virt Records en 2003. 
En 2007 la empresa discográfica Speakerphone Records publicó su álbum End the rain, el cual está dedicado a su hermana Jennifer.

## Discografía

### Álbumes
- 1997: Trickle down
- 1999: Crazy happy
- 2000: Fly me back
- 2001: Live
- 2003: Cold weather
- 2007: End the rain

### Apariciones adicionales
- 1998: The summer air, de Mike y Linda Coates (Weiler contribuye con su voz en tres canciones de este disco)

### Compilaciones
- 1999: Peppermint Sampler Volume 2 (incluye la versión demo de "You Sweet Thing")
- 2003: Silage KQ92 Homegrown (incluye la versión en directo de "Honolulu, Minnesota" con Darren Jackson)
- 2005: Live Java Blend: Volume 2 (incluye versión en directo de "Scatter")

## Premios
- 2000: Minnesota Music Award por la mejor cantante femenina
- 2001: Minnesota Music Award por la mejor artista folk/acústica
- 2002: Minnesota Music Award por la mejor cantautora